# Спикер Дома комуна
Спикер Дома комуна (енгл. Speaker of the House of Commons) предсједавајући је Дома комуна, доњег дома Парламента Уједињеног Краљевства.

## Дјелокруг
Главна дужност спикера је да предсједава Домом комуна и да га представља и заступа пред монархом, Домом лордова и другим институцијама у земљи и у иностранству. За разлику од спикера Дома лордова, он неприкосновено руководи Домом комуна. Позива народне посланике на ред (енгл. Order! Order!), одлучује ко ће од њих говорити, дисциплински их кажњава и бира који ће се амандмани претресати. Народни посланици се не обраћају Дому комуна у цјелини (као што је то случај са лордом спикером) већ искључиво спикеру. Обраћају се са Mr Speaker.
Народни посланици који подржавају владу сједе са његове десне стране, а опозиција са лијеве. Када посланици међусобно спомињу једни друге дужни су да говоре у трећем лицу по називу изборног округа (енгл. constituency) из кога долази народни посланик кога спомињу или по његовом министарском називу (не по њиховим именима). Међутим, посланици се не могу обраћати непосредно једни другима већ то могу само спикеру. За разлику од правила које важи за посланике, спикер им се обраћа непосредно и то по имену. Да би истакнуо своју нестраначку улогу, спикер обично никада не говори за вријеме парламентарне дебате у својству посланика иако га формално ништа не спријечава.
За вријеме пленарне сједнице, спикер је дужан да одржава дисциплину и ред. Одлуке доноси на основу пословника и на њих нико нема права жалбе. Прије него што донесе одлуку по неком питању може се посавјетовати и са парламентарним записничарима (енгл. Parliamentary Clerks). Како би одржао дисциплину за вријеме дебате он обично позива народне посланике на ред, узвикујући: „Ред! Ред!“. Уколико га посланици не послушају, може наредити да се удаље са сједнице до краја дана. У случају тежих дисциплинских прекршаја, спикер може „именовати“ (енгл. name) народног посланика обраћајући му се директно по имену и презимену. У том случају, Дом комуна може гласати о суспензији народног посланика кога је спикер „именовао“.
Осим што је одговоран за одржавање дисциплине, спикер је задужен и да парламентарне дебате протичу у најбољем реду. Уколико спикер примјети да народни посланик чини небитне примједбе, тенденциозно понавља једно те исто, покушава на све начине да одужи процедуре и сл., може народном посланику одузети ријеч. Надаље, прије него што претрес почне спикер може одредити и колико сваки посланик може говорити (енгл. Short Speech rule), с тим што је минимум осам минута. Приликом гласања у Дому комуна, спикер може и незванично прогласити који је исход гласања. Међутим, народни посланици имају право да захтијевају службено бројање гласова (енгл. division). Спикер може одбити овакав захтјев, али то обично чини само онда када се намјерно жели одужити процедура иако је видљив исход гласања и без званичног пребројавања. При службеном гласању, спикер никада не гласа осим у случају када је однос гласова „за“ и „против“ исти. Тада спикер даје одлучујући глас (енгл. casting vote).

## Избор
Народни посланици у Дому комуна бирају спикера (предсједавајућег) из својих редова. Дом бира спикера на почетку парламентарног засједања послије општих избора или након оставке или смрти спикера. Једном изабран, спикер остаје на својој функцији све до распуштања Парламента, осим уколико сам не да оставку. Дом комуна обично бира истог спикера на још један мандат, мада може изабрати и неког другог.
Поступак избора спикера мијењао се током година. До 1971. године записничар Дома комуна (енгл. Clerk of the House of Commons) је био привремени предсједавајући када се бирао спикер. Касније, на предлог надлежног парламентарног одбора улогу предсједавајућег би вршио отац Дома комуна (енгл. Father of the House of Commons), тј. народни посланик са најдужим непрекидним стажом у Дому комуна. Према начину избора спикера, који је први пут примјењен 2009, кандидат мора бити предложен од стране најмање 12 народних посланика, од којих најмање тројица морају бити из странке којој не припада кандидат. Сваки посланик може предложити само једног кандидата. Дом комуна се тада изјашњава тајним гласањем и за избор спикера потребна је проста већина гласова. Уколико ниједан кандидат не добије већину гласова, у сљедећем кругу гласања не учествује кандидат са најмање освојених гласова нити кандидат који је освојио испод 5% гласова. Дом комуна, уколико је потребно, одржава неколико кругова гласања док један кандидат не освоји већину гласова. Тада, народни посланици и формално се изјашњавају о предлогу за именовање спикера. Међутим, уколико је само један кандидат предложен одмах се приступа формалном гласању о именовању. Сличан поступак је и када актуелни спикер тражи и нови мандат.
Након што је спикер изабран, он њега се очекује да покаже опирање према избору. Тада га, по обичају, народни посланици „против његове воље одвлаче“ на спикерску столицу. Изабрани спикер мора добити монархово одобрење (енгл. approbation) прије него што ступи на дужност. На дан избора, новоизабрани спикер предводи народне посланике Дома комуна у дворану Дома лордова, гдје лордови повјереници (енгл. Lords Commissioners) потврђују његов избор у име монарха.
Након што је изабран, спикер по обичају прекида своје чланство у политичкој партији и постаје нестраначки функционер. Међутим, често је случај да су спикери прије свога избора обављали високе политичке дужности, укључујући и министарске. У самом Дому комуна спикер никада не гласа, осим у случајевима када је раван број гласова. Након што напусти функцију, спикер се не враћа страначким активностима него обично се именује у Дом лордова, као независни члан.